# Бассо-Ки
Бассо-Ки — японский трелёвочный трактор, созданный для уборки деревьев поваленных бронированной лесоповалочной машиной Хо-К.

## Описание
Подвеска Бассо-ки была схожа с таковой у танка Чи-Ха, с той разницей, что имела на один каток меньше. В носовой части был установлен дизельный двигатель. В легкобронированном моторном отсеке были смонтированы два небольших крана для перевозки срубленных деревьев. За двигателем размещалось место водителя. В задней части машины находилось отделение для хранения оборудования для распиливания и измельчения деревьев, в том числе и бензопилы.
Бассо-Ки должен был применяться в связке с лесоповалочной машиной Хо-К и расчищать путь, проделанный ей. Пути очищались от перегораживающих их поваленных деревьев, распиливали те на части, если это было необходимо и выкорчевывали пни.
Бассо-Ки, как и Хо-К, изначально создавался для оснащения инженерных частей Квантунской армии на случай войны с СССР для прокладки путей в тайге.